# 鈎鼻美體鰻
鈎鼻美體鰻，又稱鈎鼻錐體糯鰻（學名：[Ariosoma hemiaspidus] 错误：{{Lang}}：文本有斜体标记（帮助）），為輻鰭魚綱鰻鱺目糯鰻科的其中一個種，分布於中東太平洋墨西哥海域，本魚身體粗壯，吻部圓形，略突出，眼大，前鼻孔呈管狀，向前指向吻尖附近，後鼻孔是一個橢圓形的小孔，位於眼睛前方略下方，頜齒小且尖，呈帶狀，背鰭和臀鰭與尾鰭連續，背鰭開始於胸底，125-131塊脊椎骨，頭部和身體呈淺棕色，身體下方白色，背鰭和臀鰭的基部三分之二呈淺色，鰭的遠端三分之一呈棕色，體長可達27公分，為底棲性魚類，夜間外出覓食，生活習性不明。